# アンドリーウカ (ブチャ地区)
アンドリーウカ (ウクライナ語: Андрі́ївка) は、ウクライナ中北部キーウ州のブチャ地区のマカリウ村落型フロマーダの村である。Zdvizh川の河岸に位置する。南にリピカウ村、東にチェルヴォナ・ヒルカ村、北にVablya (uk:Вабля) 村、西にコロリウカ村へ隣接する。

## 言語
2001年国勢調査より、母語による人口統計:
| 言語                     | 割合    |
| ------------------------ | ------- |
| ウクライナ語             | 96.49 % |
| ウクライナのロシア語     | 3,05 %  |
| アルメニア語             | 0.28 %  |
| ウクライナのベラルーシ語 | 0.09 %  |
| ガガウズ語               | 0.09 %  |

## 2022年ロシアのウクライナ侵攻
2022年ロシアのウクライナ侵攻の際には、ロシア軍が進軍し、約数百人のロシア軍兵士によって1か月あまりの間占拠された。
ロシア軍が撤退後の同年4月21日時点で、占拠中の略奪や、住民7人の死亡と40人の行方不明者が存在する事が報じられた。